# 飯尾麒太郎
飯尾 麒太郎（いいお きたろう、1862年3月5日（文久2年2月5日） - 1908年（明治41年）2月6日）は、明治時代の政治家、銀行家、実業家。貴族院多額納税者議員。

## 経歴
小松藩郷士・飯尾才右衛門、武川氏の長男として伊予国新居郡萩生村（中萩村、中萩町を経て現愛媛県新居浜市）に生まれる。尾埼山人について漢学を修めた。1888年（明治21年）新居郡会議員に当選したのを皮切りに、愛媛県会議員を務めた。1898年（明治31年）愛媛県多額納税者として貴族院議員に互選され、同年6月8日から1904年（明治37年）9月28日まで在任した。
1888年（明治21年）5月、飯尾製糸場を設けて機械製糸を開始し、県内屈指の製糸工場となった。その他、第百四十一国立銀行、西条銀行各頭取、伊予木綿取締役などを務めた。